# Astragalus nigrocalycinus
Astragalus nigrocalycinus är en ärtväxtart som beskrevs av Dieter Podlech. Astragalus nigrocalycinus ingår i släktet vedlar, och familjen ärtväxter. Inga underarter finns listade i Catalogue of Life.